# Robert da Silva Almeida
Robert da Silva Almeida, född 3 april 1971, är en brasiliansk tidigare fotbollsspelare.
Robert da Silva Almeida spelade 3 landskamper för det brasilianska landslaget. Han deltog bland annat i Fifa Confederations Cup 2001.